# Johann Julius Walbaum
Johann Julius Walbaum (30. června 1724 Wolfenbüttel – 21. srpna 1799 Lübeck) byl německý lékař, přírodovědec a taxonom.

## Život
Byl první, kdo popsal mnoho v jeho době neznámých druhů ze vzdálených částí světa, jako je třeba soltýn barakuda (Sphyraena barracuda), losos keta (Oncorhynchus keta) z Kamčatky nebo prochilodus stříbřitý (Prochilodus marggravii) z řeky São Francisco v Brazílii.
Jako první používal chirurgické rukavice k zamezení přenosu infekce.
V Lübecku byl mezi zakladateli stále existující Společnosti pro podporu veřejně prospěšných činností. V roce 1893 bylo v Lübecku otevřeno Přírodopisné muzeum, které bylo založeno na Walbaumově vědecké sbírce (ztracené během druhé světové války). Jeho dcera Magdalena Juliana se provdala za lékaře Nikolause Heinricha Brehmera.

## Dílo
- Disputatio … de venæ sectione, 1749
- Index pharmacopolii completi cum calendario pharmaceutico, Gleditsch, Leipzig 1767–69
- Beschreibung von vier bunten Taubentauchern und der Eidergans, Lübeck 1778
- Chelonographia oder Beschreibung einiger Schildkröten nach natürlichen Urbildern, Gleditsch, Leipzig und Lübeck 1782
- Petri Artedi sueci genera piscium. In quibus systema totum ichthyologiae proponitur cum classibus, ordinibus, generum characteribus, specierum differentiis, observationibus plurimis. Redactis speciebus 242 ad genera 59. Lipsiae (=Leipzig) 1792.